# Премія Марчелло Мастроянні
Премія Марчелло Мастроянні (італ. Premio Marcello Mastroianni) — одна з нагород, яку щорічно присуджують на Венеційському міжнародному кінофестивалі починаючи з 1998 року. Отримала назву на честь видатного італійського актора Марчелло Мастроянні, який помер у 1996 році. Премією відзначають найкращих молодих акторів та акторок.

## Лауреати
| Рік  | Лауреат                         | Фільм                     | Оригінальна назва                    |
| 1998 | Нікколо Сенні                   | Затемнення місяця         | L'albero delle pere                  |
| 1999 | Ніна Проль                      | Північна околиця          | Nordrand                             |
| 2000 | Меган Бернс                     | Ліам                      | Liam                                 |
| 2001 | Гаель Гарсія Берналь Дієго Луна | І твою маму теж           | Y tu mamá también                    |
| 2002 | Мун Сорі                        | Оазис                     | 오아시스                             |
| 2003 | Марко Луїзі Томмазо Раменгі     | Працювати з ледаркою      | Lavorare con lentezza                |
| 2004 | Нажат Бенсаллем                 | Раджа                     | Raja                                 |
| 2005 | Меноті Сезар                    | На південь                | Vers le sud                          |
| 2006 | Ізільд Ле Беско                 | Недоторканий              | L'intouchable                        |
| 2007 | Афсія Ерзі                      | Кус-кус і барабулька      | La Graine et le Mulet                |
| 2008 | Дженніфер Лоуренс               | Палаюча рівнина           | The Burning Plain                    |
| 2009 | Жасмін Трінка                   | Мрія по-італійському      | Il grande sogno                      |
| 2010 | Міла Куніс                      | Чорний лебідь             | Black Swan                           |
| 2011 | Сьота Сометані Фумі Нікайдо     | Хімідзу                   | ヒミズ (Himizu)                      |
| 2012 | Фабріціо Фалько                 | Спляча красуня Це був син | Bella addormentata È stato il figlio |
| 2013 | Тай Шерідан                     | Джо                       | Joe                                  |
| 2014 | Ромен Поль                      | Останній удар молота      | Le dernier coup ce marteau           |
| 2015 | Абрам Атта                      | Безрідні звірі            | Beasts of No Nation                  |
| 2016 | Паула Бір                       | Франц                     | Frantz                               |
| 2017 | Чарлі Пламмер                   | Покладіться на Піта       | Lean on Pete                         |
| 2018 | Байкалі Ганамбарр               | Соловей                   | The Nightingale                      |